# James DeMonaco
James DeMonaco (New York, 12 ottobre 1969) è un regista, sceneggiatore e produttore cinematografico statunitense, principalmente conosciuto per la saga de La notte del giudizio.

## Filmografia

### Regista
- Staten Island (2009)
- La notte del giudizio (The Purge) (2013)
- Anarchia - La notte del giudizio (The Purge: Anarchy) (2014)
- La notte del giudizio - Election Year (The Purge: Election Year) (2016)
- This Is the Night (2021)

### Sceneggiatore

#### Cinema
- Jack, regia di Francis Ford Coppola (1996)
- Il negoziatore (The Negotiator), regia di F. Gary Gray (1998)
- Assault on Precinct 13, regia di Jean-François Richet (2005)
- Skinwalkers - La notte della luna rossa (Skinwalkers), regia di James Isaac (2006)
- Staten Island, regia di James DeMonaco (2009)
- La notte del giudizio (The Purge), regia di James DeMonaco (2013)
- Anarchia - La notte del giudizio (The Purge: Anarchy), regia di James DeMonaco (2014)
- La notte del giudizio - Election Year (The Purge: Election Year), regia di James DeMonaco (2016)
- La prima notte del giudizio (The First Purge), regia di Gerard McMurray (2018)
- La notte del giudizio per sempre (The Forever Purge), regia di Everardo Gout (2021)
- This Is the Night, regia di James DeMonaco (2021)

#### Televisione
- Hate, regia di Paris Barclay - film TV (2005)
- The Kill Point - serie TV, 6 episodi (2007)
- Crash - serie TV, 3 episodi (2009)
- The Purge - serie TV (2018-2019)

#### Cortometraggi
- Red, regia di Gary Nadeau (1994)

### Produttore

#### Cinema
- Assault on Precinct 13, regia di Jean-François Richet (2005)
- La prima notte del giudizio (The First Purge), regia di Gerard McMurray (2018)
- La notte del giudizio per sempre (The Forever Purge), regia di Everardo Gout (2021)

#### Televisione
- Ryan Caulfield: Year One - serie TV (1999)
- Hate, regia di Paris Barclay - film TV (2005)
- The Kill Point - serie TV, 4 episodi (2007)
- Crash - serie TV, 13 episodi (2009)
- The Purge - serie TV (2018-in corso)